# Большая Витонь
Большая Витонь — деревня в Шимском районе Новгородской области России. Входит в Шимское городское поселение.

## География
Деревня находится на Приильменской низменности. Расположена на высоте 31 м над уровнем моря, В 2,5 км к северу от деревни находится озеро Ильмень.
Ближайшие населённые пункты: деревни Малая Витонь, Верещино и Горцы.

## История
C 12 апреля 2010 года входит в Шимское городское поселение. В 2005—2010 годах входила в состав ныне упразднённого Коростынского сельского поселения. До 2005 года входила в Веряжский сельсовет.

## Население
| 2010 |
| ---- |
| 57   |

### Национальный и гендерный состав
Согласно результатам переписи 2002 года, в национальной структуре населения русские составляли 93 % из 55 чел., из них 19 мужчин, 36 женщин.

## Инфраструктура
Личное подсобное хозяйство. Деревня состоит из 56 домов, два из которых заброшены. Есть магазин РАЙПО.

## Транспорт
Деревня рядом с автодорогой областного значения Р51 Шимск — Старая Русса.